# 劉渙 (保定)
劉渙（998年—1078年），字仲章，保州保塞县（今河北省保定市）人，北宋政治人物。简穆皇后曾从孙，刘文质的儿子。
劉渙以父任为将作监主簿，监并州仓。宋仁宗天圣年间，上书请章献太后还政。太后震怒，将要把他脸上刺字流放白州，吕夷简、薛奎力谏得免。仁宗亲政，擢为右正言。仁宗谋废郭皇后，涣与范仲淹等伏阙相争，没有成功。在并州时，因与营妓游玩，贬黜为通判磁州、知辽州。西夏攻宋，出使河西唃厮啰国，以恩信相谕，唃厮啰愿以死捍边。献上誓书与西州地图，加直昭文馆，升任为陕西转运使、由工部郎中知沧州，改任吉州刺史，知保州。历知登州、邢州、恩州、冀州、泾州、澶州诸州等。劉渙回朝，治平年间，河北地震，百姓饥馑，贱卖耕牛以食，刘涣尽发公钱收买。次年，民无牛耕，复出所市牛以原价给民。历秦凤路、泾原路、真定路、定州路总管，官至镇宁军节度观察留后。宋神宗熙宁年间，召还，以工部尚书致仕，八十一岁去世。